# Pan-Pacific Women's Conference
Pan-Pacific Women's Conference (PPWC) var en internationell konferens som ägde rum i Honolulu på Hawaii 9-19 augusti 1928. 
Det var den första internationella kvinnokonferensen i Asien och Söderhavsvärlden. Det var den första av många Pan-Pacific Women's Conference. 
Konferensen arrangerades av Pan-Pacific Union, som i sin tur hade bildats 1920, för att adressera kvinnors frågor inom de andra frågor som diskuterades av Pan-Pacific Union. Det var den första internationella kvinnokonferensen som hölls i regionen, och utanför Västvärlden över huvud taget. 
En andra konferens hölls 1930 på samma plats. Under denna andra konferens bildades Pan-Pacific Women's Association, som därefter fortsatte att arrangera konferenser av samma slag. 